# Steffen Stræde
Steffen Stræde (født 19. marts 1966 i Korsør) var fra 2012-18 administrerende direktør i Zoologisk Have i København. Han er uddannet forstkandidat og har en ph.d. fra Den Kongelige Veterinær- og Landbohøjskole.
Steffen Stræde er vokset op på Djursland. Han rejste jorden rundt i et par år og har arbejdet som skibstømrer på øen Sankt Thomas. Han arbejdede som skovarbejder, inden han begyndte på Landbohøjskolen, hvor han tog en forstkandidateksamen i 1996 og senere en ph.d. om nationalparker i Nepal, hvor han boede i to år.
Steffen Stræde har tidligere været projektleder i WWF Verdensnaturfonden og DANIDA, afdelingschef i Rambøll, administrerende direktør for Knuthenborg Safaripark og direktør i emballagefirmaet A. C. Schmidt A/S. 
Steffen Stræde er siden 2018 direktør i og medejer af DANiNJECT. 
Steffen Stræde bor i Lyngby.

## Reference
1. ↑  Københavns Zoo skifter direktør for at få "større kommercielt fokus" (dateret d. 23. august 2017) på altinget.dk